# Aleneva
Aleneva ist ein census-designated place (CDP) im Kodiak Island Borough in Alaska. Das U.S. Census Bureau ermittelte bei der Volkszählung 2020 eine Einwohnerzahl von 5.

## Geographie
Das Aleneva CDP erstreckt sich über den äußersten Süden von Afognak Island, einer großen Insel im Norden des Kodiak-Archipels. Das CDP-Gebiet reicht im Nordwesten bis zu der kleinen Bucht „Muskomee Bay“. Im Norden wird das CDP-Gebiet vom Afognak Lake und dessen Abfluss Afognak River begrenzt. Im Osten liegt die Afognak Bay. Im Süden trennt die Afognak Strait die Insel von Whale Island. Im Westen verläuft die Raspberry Strait zwischen Afognak Island und Raspberry Island. Aleneva liegt etwa 33 km nordwestlich von Kodiak, dem Hauptort des Inselarchipels.

## Geschichte
Aleneva ist seit 2000 ein census-designated place. Nahe der Südostküste befand sich das frühere Dorf „Afognak“. Heute gibt es noch mehrere Wohnhäuser sowie die russisch-orthodoxe Kirche „Nativity of the Holy Theotokos“. Afognak erschien erstmals beim Zensus im Jahr 1890. Im ersten Viertel des 19. Jahrhunderts wurde der Ortsname in „Rutkovsky“ geändert. Der Ort wurde zu jener Zeit von Ruheständlern der russländisch-amerikanischen Kompagnie und deren indigenen Familien bewohnt. Am 27. März 1964 zerstörte das Karfreitagsbeben das Dorf und die Dorfbewohner zogen in der Folge auf die Insel Kodiak Island, wo sie das Dorf Port Lions gründeten.

## Demografie
Zum Zeitpunkt der Volkszählung im Jahre 2020 (U.S. Census 2020) hatte Aleneva 5 Einwohner auf einer Landfläche von 161,12 km². Von den Einwohnern waren 5 Weiße. Beim Zensus im Jahr 2000 wurden 68 Einwohner gezählt, 2010 waren es 37. Die Bevölkerungsentwicklung war in den letzten Jahren rückläufig.